# Dole Food Company

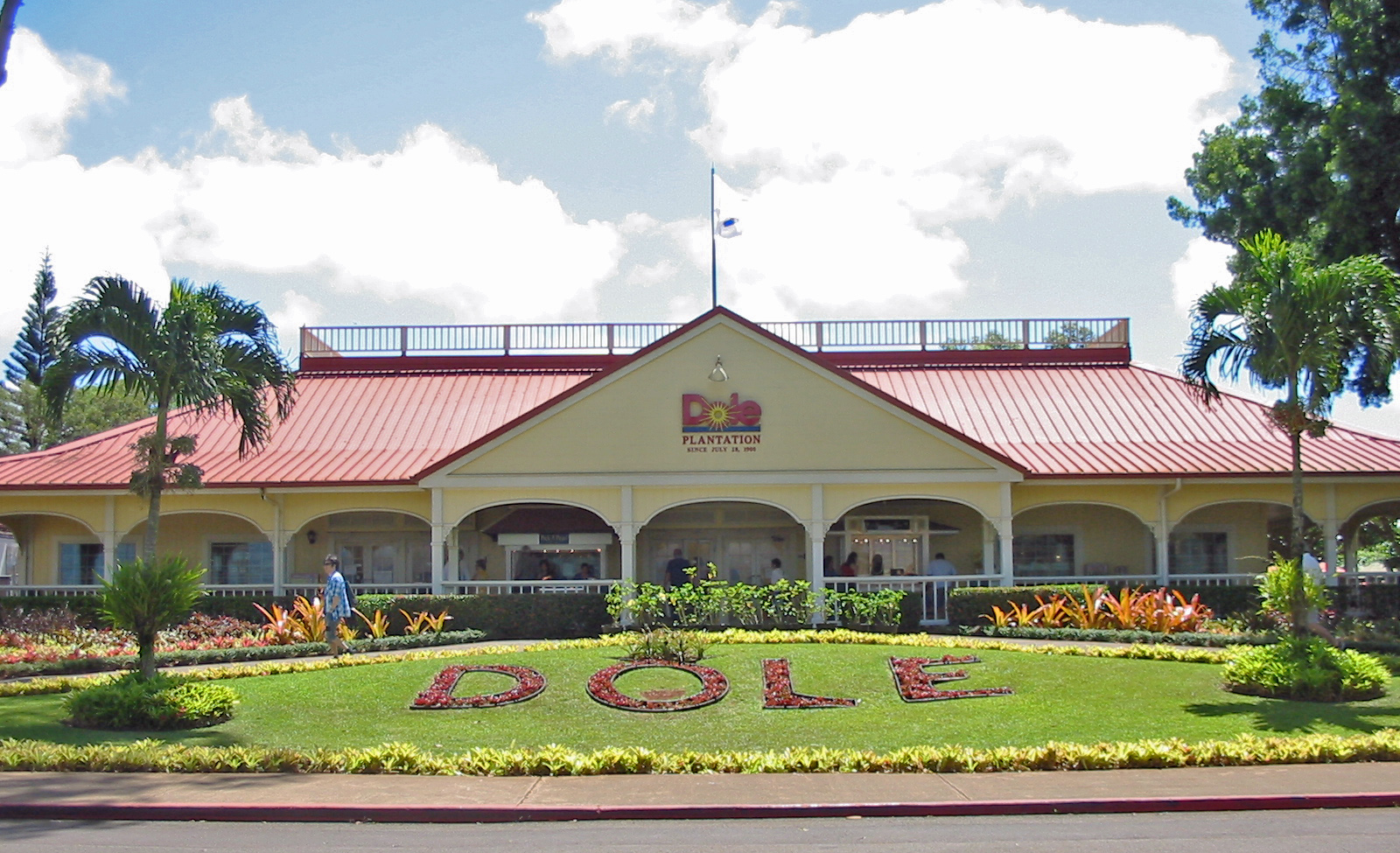
Eine Dole-Plantage auf Oʻahu (Hawaii)

Dole Food Company ist ein US-amerikanisches Unternehmen mit Firmensitz in Westlake Village westlich von Los Angeles.
Das Unternehmen ist der weltgrößte Anbieter von frischem Obst, Gemüse und Schnittblumen und vermarktet auch ein wachsendes Sortiment von Veredelungsprodukten. Die Produktpalette besteht aus über 200 Produkten.

## Geschichte
Die Geschichte der heutigen Dole Food Company geht im Wesentlichen auf drei Fruchtgesellschaften zurück, die in der Gründerzeit zwischen 1850 und 1920 entstanden sind: Castle and Cooke, Standard Fruit Company und die von James Dole in Wahiawā auf Hawaii gegründete Hawaiian Pineapple Company. Doles Unternehmen begann 1903, in Dosen verpackte Ananas zu verkaufen. Sein Ziel war es von Anfang an, „den Markt für hawaiische Ananas auf jeden Lebensmittelhändler in den USA auszuweiten“, wie Dole bereits 1901 in seinem Emissionsprospekt schrieb. Im Jahr 1922 erwarb Dole die gesamte Hawaii-Insel Lānaʻi, auf der er auf über 8.000 ha Ananas anbaute und damit 75 % der weltweiten Ananasproduktion erreichte. Seit 1972 vertreibt das Unternehmen auch Dessertbananen der Marke Dole. 1991 wurde es in Dole Food Company umbenannt.
Die älteste der Firmen ist Castle and Cooke. Samuel Northrup Castle und Amos Starr Cooke, US-Bürger aus Boston, kamen 1837 als Missionare des American Board of Commissioners for Foreign Missions auf den Sandwich-Inseln an. 1839 verlangten die hawaiischen Häuptlinge die Ausbildung der königlichen Sprösslinge in einer von Cooke und Castle geleiteten Schule. König Kamehameha III. berief Castle drei Jahre später zum inoffiziellen königlichen Berater, da die Bostoner Missionsgesellschaft politische Ämter ihrer Missionare missbilligte. Etwa zehn Jahre später, im Jahr 1849, wurden Castle und Cooke Partner, um aus dem ehemaligen Missionslagerhaus ein Warenhaus zu machen. Castle und Cooks Warenlager entwickelte sich zu einem der fünf größten Unternehmen in Hawaii und war besonders im Zuckergeschäft aktiv. Erst 1894, nach dem Tod von Samuel Castle, wurde Castle and Cooke unter den Gesetzen der jungen noch selbstständigen Republik von Hawaii und deren Präsidenten Sanford Dole firmiert. Ab den 1930er Jahren expandierte das Unternehmen vor allem durch Zukäufe anderer Unternehmen weiter.
Die drei sizilianischen Brüder Joseph, Luca und Felix Vaccaro sowie Salvador D’Antoni, die gerade in die Vereinigten Staaten eingewandert waren, gründeten 1899 den Vorläufer der späteren Standard Fruits Company, um Bananen aus La Ceiba, Honduras nach New Orleans zu importieren. Die Standard Fruit Company wurde von den Vaccaro Brüdern 1924 als Amerikanische Handelsgesellschaft gegründet. Castle and Cooke übernahm 1964 55 % an der Standard Fruit und trat so in den Bananen-Handel ein. Vier Jahre später wurde das Unternehmen vollständig übernommen.
Der 23-jährige Harvard-Absolvent James Dole, Vetter des ehemaligen Präsidenten und seinerzeitigen Gouverneurs Hawaiis, gründete 1901 die Hawaiian Pinapple Company. Castle and Cooke beteiligten sich 1932 mit 21 % an dem Unternehmen. Die bekannte Qualität der Früchte, die mit James Doles Namen in Verbindung gebracht wurde, bewog die Firma 1933 dazu, DOLE auf Ananas-Dosen und Ananas-Saftverpackungen zu drucken. Die Marke Dole war geboren. Im Jahr 1961 übernahmen Castle and Cooke die Hawaiian Pineapple Company vollständig.
In den 1980er Jahren übernahm der ehemalige Schulabbrecher, Immobilienentwickler und Chef der Container-Verleihfirma Flexi-Van, David Howard Murdock, die Leitung bei Castle and Cooke. Die Firmen fusionierten 1985 und wurden 1991 in Dole Food Company umbenannt, da Dole die wichtigste Marke der Weltfirma ist. Deren Logo kennzeichneten schon lange nicht mehr nur Ananasdosen, sondern verschiedenste Südfrüchte, vor allem Bananen. Mitte der 1990er gliederte Dole Food die Liegenschaftenverwaltung in ein eigenes Unternehmen aus, das den alten Namen Castle and Cooke wieder führte. Diese Immobiliensparte wurde von David Howard Murdock allein gehalten. Nach einer Börsenkrise zu Beginn des 21. Jahrhunderts kaufte er die 76 % im freien Handel befindlichen Aktien mit Unterstützung eines internationalen Bankenkonsortiums zurück. 2009 verkaufte er erneut 60 % der Anteile. Nachdem der Konzern im Jahr 2012 bei einem Umsatz von 4,2 Milliarden US-Dollar einen Verlust von 142 Millionen US-Dollar schrieb, nahm er das Unternehmen 2013 von der Börse, indem er die Anteile für 1,6 Milliarden US-Dollar zurückkaufte. Er hielt den Druck der Aktionäre nach schnellen Gewinnen und Dividenden für den Verlust verantwortlich. So wurde aus der Dole Food Company wieder ein Familienunternehmen. Murdock strukturierte seine Unternehmen in den folgenden Jahren zur Murdock Holding Company um. Mitte 2018 verkaufte er jedoch 45 % seiner Dole Food Company für 300 Millionen US-Dollar an das irische Obst- und Gemüseunternehmen Total Produce, plc.
Im Jahr 2007 wurden erstmals Bananenplantagen der Dole Food Company in Kolumbien nach internationalem Standard für Arbeitsplatzbedingungen und Menschenrechte zertifiziert. Die Zertifizierung nach SAN-Standard (Sustainable Agriculture Network) schützt den Urwald vor Abholzung und stärkt auch die Mitarbeiter vor Ort. Dole arbeitet mit lokalen Plantagenbesitzern und Produktionsfirmen wie Tecbaco zusammen. Seit 2014 wurden in Kooperation mit der deutschen Supermarktkette EDEKA und dem WWF Deutschland auf ausgewählten Farmen, deren Bananen Dole vertreibt, weitere Maßnahmen entwickelt und umgesetzt, die inhaltlich über den SAN-Standard hinausgehen. Ziel ist es, den konventionellen Bananenanbau nachhaltiger zu machen. Nur wenige Einzelhändler interessieren sich ernsthaft für einen nachhaltigen Bananenanbau.

## Einfluss und Macht
Die beiden hawaiischen Unternehmen Castle and Cooke und Hawaiian Pinapple Company sowie die US-amerikanisch/honduranische Standard Fruit Company entwickelten sich von kleinen Handelsunternehmen zu einem globalen Riesenkonzern, der zeitweise über die Macht verfügte, Regierungen in einigen kleinen Staaten nach Gutdünken auszutauschen oder zumindest stark zu beeinflussen. Aus dieser Zeit stammt auch der Begriff Bananenrepublik, zu dessen Entstehung auch Doles größter Konkurrent Chiquita (United Fruit Company) beigetragen hat. Ende der 1980er Jahre war die Dole Food Company weltweit der größte Ananas- und der zweitgrößte Bananenvermarkter. Sie besaß neben den 202.000 ha Land in den USA auch 11.330 ha in Honduras, 7.446 ha in den Philippinen, 4.850 ha in Costa Rica und 2.023 ha in Thailand.

## Kritik
1982 stellte der damals noch als Standard Fruit Company firmierende Konzern unter Verletzung eines bis 1985 gültigen Vertrages mit der nicaraguanischen Regierung alle Bananengeschäfte mit Nicaragua ein. So beteiligte er sich am Vorgehen der USA gegen das sandinistisch regierte Nicaragua im Rahmen des Contra-Krieges, für das die USA 1986 vom Internationalen Gerichtshof in Den Haag verurteilt wurden.
Die Dole Food Company wird wegen ihrer als gewerkschaftsfeindlich wahrgenommenen Politik und den Versuchen, kritische Stimmen mundtot zu machen, kritisiert.
Größeres Aufsehen erregte sie 2009, als sie versuchte, die Aufführung des Dokumentarfilms „Bananas!*“ zu verhindern. Im Film wird Dole vorgeworfen, das giftige und damals in den USA schon verbotene Schädlingsbekämpfungsmittel DBCP illegal auf deren Plantagen angewendet zu haben. Die Methoden von Dole, mittels umfassenden wirtschaftlichen und juristischen Drucks freien Journalismus zu unterdrücken und die Arbeiter mundtot zu machen, werden in dem Film „Big boys gone bananas!“ von 2011 dargestellt.
Die Autoren des Schwarzbuch Markenfirmen werfen dem Konzern „Ausbeutung von Plantagearbeitern, Einsatz von gefährlichen Pflanzengiften und Kinderarbeit“ vor.
Um wieder Plantagen in Nicaragua eröffnen zu dürfen, hat sich das Unternehmen bereit erklärt, 1.700 erkrankten ehemaligen Beschäftigten „Humanitäre Hilfe“ zu leisten. Es soll ein Schuldeingeständnis verhindert, aber der Zugang zu den Produktionsstätten ermöglicht werden.

## Dole Europe
Dole Europe wurde 1990 gegründet, um den Import von Frischobst und Gemüse nach Europa über die verschiedenen Import-Niederlassungen und Handelsvertretungen der verschiedenen europäischen Staaten zu koordinieren. 2011 wurde die bisher in Paris angesiedelte Europa-Zentrale nach Hamburg (Dole Fresh Fruit Europe OHG) verlagert. Dole ist bereits seit 1975 in der für Europa wichtigen Hafenstadt Hamburg aktiv.